# England, England
England, England ist ein satirischer, postmoderner Roman des britischen Schriftstellers Julian Barnes. Der Roman erschien 1998 und wurde im gleichen Jahr für den britischen Booker Prize nominiert. Die erste deutsche Ausgabe wurde 1999 publiziert.

## Inhalt
England, England gliedert sich in drei Kapitel mit den Überschriften „England“, „England, England“ und „Anglia“. Der erste Teil konzentriert sich auf die Protagonistin Martha Cochrane und ihre Kindheitserinnerungen. Martha wächst in einer ländlichen Gegend Englands als Einzelkind auf. Ihre Kindheit erfährt einen jähen Einschnitt, als ihr Vater die Familie verlässt. Marthas Erinnerungen an ihren Vater sind eng verbunden mit dem gemeinsamen Zusammensetzen eines Puzzles, das die Grafschaften Englands abbildet.
Die Handlung des zweiten und längsten Kapitels, „England, England“, wird zeitlich in eine nahe Zukunft verlagert, die deutlich von der Postmoderne geprägt ist. Die erwachsene Martha wird Mitarbeiterin für ein Projekt des Multimillionärs und Großunternehmers Sir Jack Pitman, der England in einem gigantischen Freizeitpark auf der südenglischen Insel Isle of Wight nachbilden und für den Qualitätstourismus vermarkten möchte. Dabei sollen Dinge, die im Ausland als typisch englisch angesehen werden, durch kurze Wege in einem Miniaturengland nachgebaut und nachgestellt werden. In dem Freizeitpark entstehen Repliken von Englands bekanntesten Persönlichkeiten, Mythen und Orten. Die Attraktionen und Symbole englischer nationaler Identität werden so für Touristen einfach zugänglich und an einem Ort geballt präsentiert.
Martha arbeitet an der Umsetzung des Projekts mit und beginnt eine Affäre mit ihrem Kollegen Paul Harrison. Gemeinsam entdecken sie Sir Jacks skandalöse sexuelle Vorlieben und erpressen ihn mit den Beweisen, als Sir Jack Martha kündigen möchte. Auf diese Weise wird Martha Geschäftsführerin des Inselprojekts, das mittlerweile den Betrieb aufgenommen hat und sich als überaus beliebte Touristenattraktion erweist. Aufgrund des großen Erfolgs wird der Freizeitpark ‚England, England‘ zu einem unabhängigen Staat und Mitglied der Europäischen Union, während das eigentliche ‚alte England‘ wirtschaftlich verfällt und zunehmend in politische Vergessenheit gerät. Nach einem Skandal im Freizeitpark wird Martha von Sir Jack von der Insel verbannt.
Schauplatz des letzten Kapitels des Romans, „Anglia“, ist ein Dorf im ‚alten England‘, in dem sich eine gealterte Martha nach Jahren der rastlosen Wanderschaft für ihren Lebensabend niedergelassen hat. Die Nation ist zu einem entvölkerten, vorindustriellen Agrarstaat ohne politischen Einfluss verkommen, während ‚England, England‘ weiterhin floriert. Die Handlung konzentriert sich auf die Bemühungen der Dorfbewohner, mit Hilfe von Marthas Erinnerungen an frühere Zeiten die vergessene Tradition eines Dorffestes aufleben zu lassen.

## Interpretation
Der Roman verhandelt Themen wie nationale Identität, erfundene Traditionen sowie Mythenbildung und hinterfragt die scheinbare Authentizität von Geschichte, individueller und kollektiver Erinnerung. Auch gibt England, England Anstoß zur Reflexion über Jean Baudrillards Konzept des Simulacrum und über den Einfluss von Repliken in Zeiten der Postmoderne.
Während in literaturwissenschaftlichen Analysen die Nähe des Romans zu Genres wie Satire, Dystopie und Farce hervorgehoben wird, bezeichnete Julian Barnes in einem Interview England, England als eine „Semi-Farce“.

## Ausgaben
- Julian Barnes: England, England. Köln: Kiepenheuer und Witsch 1999. Übersetzt von Gertraude Krueger. 345 S. ISBN 3-462-02830-8.[4]
- Julian Barnes: England, England. München: Goldmann 2001. Taschenbuch. 350 S. ISBN 3-442-72757-X.[5]